# Blas Pérez
Blas Antonio Miguel Pérez Ortega (ur. 13 marca 1981 w mieście Panama) – panamski piłkarz występujący najczęściej na pozycji napastnika. Uczestnik Mistrzostw Świata 2018. Drugi najlepszy strzelec w historii reprezentacji Panamy (jeden gol mniej od rekordzisty Luisa Tejady).

## Kariera klubowa
Blas Pérez rozpoczął swoją karierę w Panamá Viejo. W klubie spędził 3 lata. Potem przeniósł się do Árabe Unido. Dzięki dobrej grze w tym klubie, wzbudził zainteresowanie wśród klubów z Ameryki Południowej. W 2002 roku przeniósł się do urugwajskiego Nacional. W 2003 roku podpisał kontrakt z kolumbijskim klubem Envigado. W debiutanckim meczu z Independiente Medellín zdobył gola. W klubie spędził rok, po czym przeniósł się do Envigado. Następnie reprezentował barwy Centauros Villavicencio. W sezonie 2005 został sprowadzony do Deportivo Cali. Tam też zadebiutował w Copa Libertadores. Z klubem wygrał Categoría Primera A. Potem grał również w Cúcuta Deportivo. Tam także zdobył Categoría Primera A.
W 2007 roku przeniósł się do hiszpańskiego drugoligowego Hércules CF. W sezonie 2007/08 rozegrał 16 spotkań, w których zdobył 4 bramki. Następnie podpisał kontrakt z meksykańskim Tigres UANL. W drużynie grał przez 3 lata i wystąpił w 33 meczach zdobywając 8 goli. Był jednak wielokrotnie wypożyczany, m.in. do: Pachuca, Al-Wasl Dubaj czy Clubu León.
W 2012 roku podpisał kontrakt z FC Dallas. W klubie spędził 3 lata. Zaliczył ponad 100 występów, gdzie strzelił 37 goli. Następnie na rok przeniósł się do Vancouver Whitecaps. W 2017 roku po 15 latach powrócił do Árabe Unido. Następnie grał w boliwijskim Club Blooming. W sezonie 2017/18 reprezentował barwy gwatemalskiego Municipal. Ostatnim klubem w jego karierze było Árabe Unido, do którego powrócił w 2018 roku.
25 listopada 2018 roku Blas Pérez ogłosił zakończenie piłkarskiej kariery.

## Kariera reprezentacyjna
W reprezentacji Panamy zadebiutował 14 marca 2001 roku w meczu z Salwadorem. Pierwszego gola zdobył 24 kwietnia 2001 roku w starciu z Haiti. Jego pierwszym wielkim turniejem był Złoty Puchar CONCACAF 2007. Zdobył tam trzy bramki (z Hondurasem, Kubą i Stanami Zjednoczonymi), a Panama odpadła w ćwierćfinale. Grał również na Złotym Pucharze CONCACAF 2009 i 2011.
Został powołany na Złoty Puchar CONCACAF 2013. Tam zdobył dwa gole w ćwierćfinale z Kubą i jedną bramkę półfinale z Meksykiem. Panama w finale uległa USA i zdobyła srebrny medal. Wystąpił również na Złotym Pucharze CONCACAF 2015. Tam strzelił gola w fazie grupowej Stanom Zjednoczonym. Jego drużyna zajęła trzecie miejsce. Zagrał również na Copa América 2016. Tam zdobył dwa gole w wygranym 2:1 starciu z Boliwią. Panama jednak nie wyszła z grupy.
W eliminacjach do Mundialu 2018 zdobył bramkę przeciwko Hondurasowi. Panam wywalczyła tam historyczny awans na Mistrzostwa Świata. Został powołany na Mundial 2018.
Po turnieju zakończył reprezentacyjną karierę. Uważa się go za jednego z najlepszych reprezentantów Panamy w XXI w.